# 香住温泉

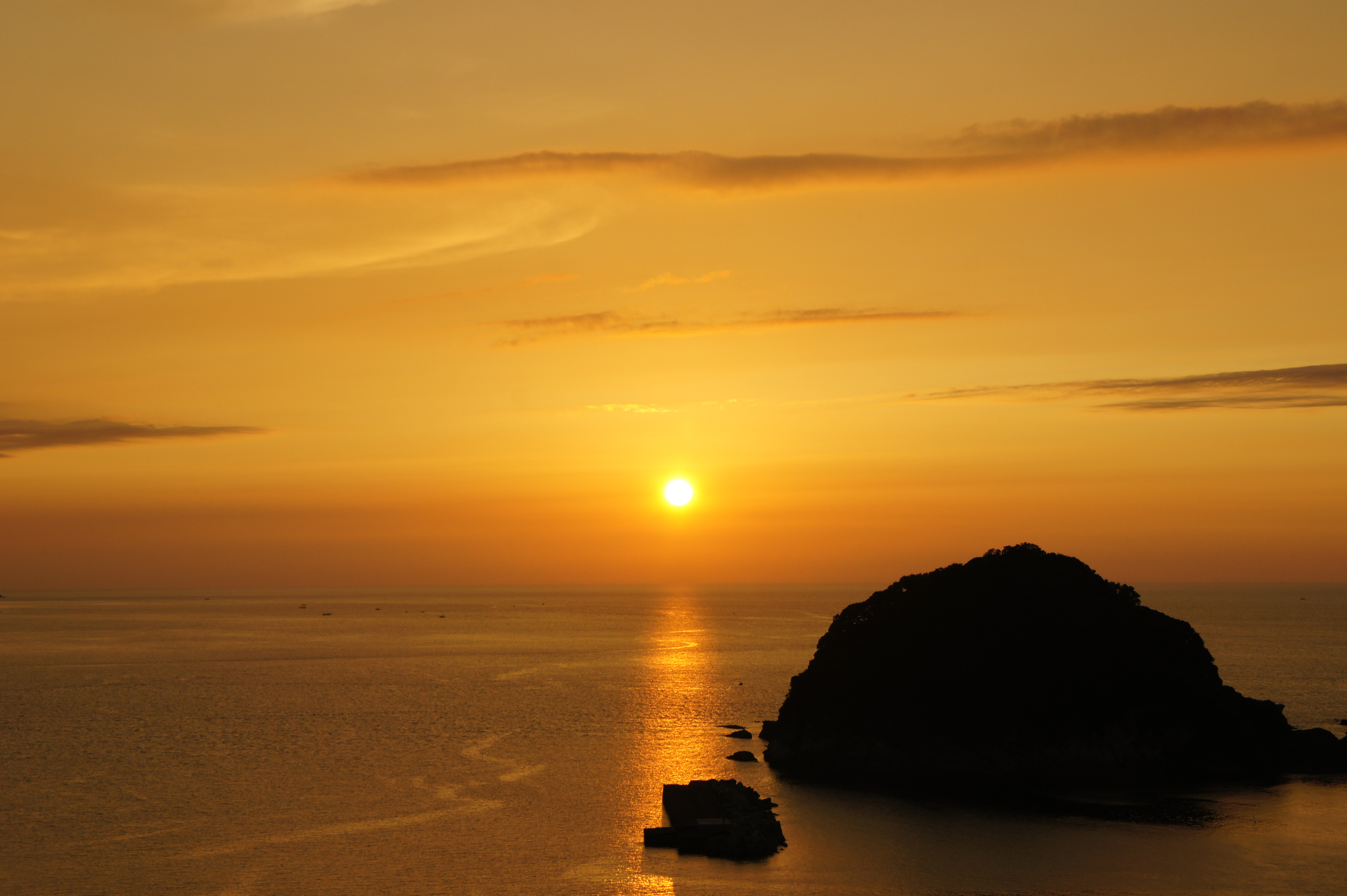
ゆうなぎの丘からの夕日

香住温泉（かすみおんせん）は、兵庫県美方郡香美町（旧国但馬国）にある温泉。香住温泉郷の一つ。

## 泉質
低張性・弱アルカリ性・低温泉。湧出温度は26-35℃である。

## 温泉街
名勝香住海岸の内陸に湧く、冬は松葉ガニの味覚で有名な温泉地である。夕日と漁火と夕菅の名所としても知られる。
温泉を利用する宿泊施設は14軒以上、その他に温泉をひかない宿泊施設もある。2010年現在、内湯のみで外湯は存在しない。宿泊施設は香住港を中心に広く点在しており、温泉街を形成していない。香住港から出航する香住海岸遊覧船や、今子浦、岡見公園、大乗寺など観光スポットは多い。
香住矢田川温泉、余部温泉、柴山温泉および佐津温泉と合わせ香住温泉郷と呼ばれる。

## 歴史
1979年から利用されている源泉に加え、2008年より新源泉（湧出量230リットル/分）の利用が始まった。

## アクセス
- 鉄道：山陰本線香住駅より徒歩または全但バス。
- 自家用車：北近畿豊岡自動車道八鹿氷ノ山インターチェンジより国道9号、兵庫県道4号香住村岡線を経由。